# Théorème de de Gua

Tétraèdre trirectangle en O.

En mathématiques, le théorème de de Gua est une extension du théorème de Pythagore à la géométrie dans l'espace. Il a été énoncé par René Descartes et Johann Faulhaber dès 1622. Jean-Paul de Gua de Malves le démontre en 1783 en utilisant les formules de Héron d'Alexandrie.

## Énoncé
Soit OABC un tétraèdre trirectangle en O.
Le carré de l'aire de la face ABC est la somme des carrés des aires des trois autres faces.
{\displaystyle {\mathcal {A}}_{ABC}^{2}={\mathcal {A}}_{\color {blue}ABO}^{2}+{\mathcal {A}}_{\color {green}ACO}^{2}+{\mathcal {A}}_{\color {red}BCO}^{2}}

## Démonstration
Notons a, b, c les longueurs respectives des arêtes OA, OB, OC.
Soit {\displaystyle A=(a,0,0)}(etc.) dans le repère {\displaystyle (O,i,j,k)} avec {\displaystyle i={\frac {\vec {OA}}{a}}}(etc.) Utilisons alors le produit vectoriel et son interprétation en termes d'aire. Alors {\displaystyle ||{\vec {BC}}\wedge {\vec {BA}}||^{2}=a^{2}b^{2}+a^{2}c^{2}+b^{2}c^{2}} d'où la formule.

## Extension
La formule s'étend aux dimensions supérieures, ce que remarque Descartes pour la dimension 4, dans ses notes dès 1619-1623.